# بی‌گناه (فیلم ۱۹۸۳)
بی‌گناه (به هندی: Masoom) فیلمی محصول سال ۱۹۸۳ و به کارگردانی شکهار کاپور است. در این فیلم بازیگرانی همچون نصیرالدین شاه، شبانه اعظمی، جوگال هانسراج، اورمیلا ماتوندکار، سوپریا پاتاک، تانوجا، سعید جعفری ایفای نقش کرده‌اند.